# Peep O'Day Boys

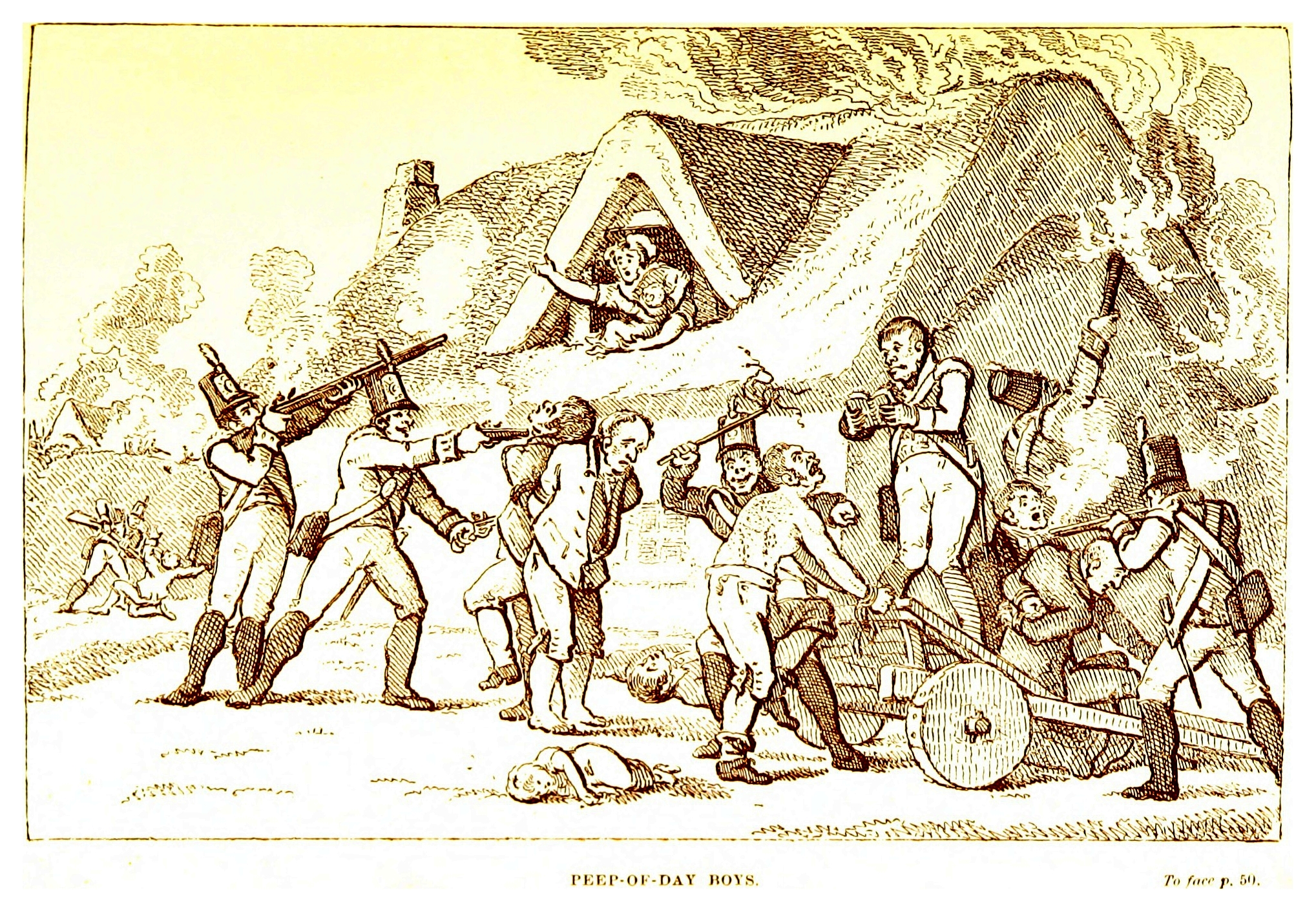
MADDEN(1888) p111- Peep O`Day Boys

Los Peep O'Day Boys (traducible como Los chicos del amanecer) fueron una facción protestante de combatientes, activa a finales del siglo XVIII, precursores de la Orden de Orange
El grupo se formó alrededor de 1784, en el Condado de Armagh, como una asociación anglicana para competir con los católicos, tras la relajación de las Penal Laws. Su nombre se refiere a la práctica de atacar las casas católicas y sabotear sus máquinas al amanecer (en inglés, "Peep of Day"). También fueron conocidos como "Protestant Boys", "Wreckers" y "Orangemen", y sus ataques, aunque centrados sobre la población católica, también afectaron a protestantes disidentes, como los presbiterianos o los cuáqueros
En 1795 vencieron a la facción rival, los Defenders, en la batalla del Diamante. Tras la victoria, la organización se transformó, fundando algunos de sus miembros la Orden de Orange
- Datos: Q3047355